# Critério do Dauphiné
O Critério do Dauphiné (oficialmente, Critérium du Dauphiné) é uma competição de ciclismo por etapas que se disputa nos Alpes franceses, na antiga província francesa de Dauphiné (atual Ródano-Alpes), no mês de junho.
Foi criada em 1947 por Georges Cazeneuve e organizada pelo diário francês Le Dauphiné Libéré. Desde a criação do UCI Pro Tour em 2005 (depois UCI World Ranking e UCI World Tour) está em dito calendário da máxima categoria; dantes era 2.hc. Foi, junto ao Grande Prêmio de Plouay, a única corrida ciclista francesa de máximo nível que não estava organizada pela Amaury Sport Organisation, até que em janeiro do 2010 dita empresa comprou esta corrida, mudando minimamente o nome já que de 2002 até 2009 se chamou oficialmente Critérium du Dauphiné Libéré e anteriormente simplesmente Dauphiné Libéré.
A corrida tem grande prestígio no mundo do ciclismo, como o demonstra seu palmarés no que figuram todos os quíntuplas ganhadores do Tour de France.
Lance Armstrong tem dito sobre esta prova "Esta é a mais formosa corrida no mundo após o Tour de France".

## Palmarés
| Ano                              | Vencedor               | Segundo              | Terceiro                 |
| -------------------------------- | ---------------------- | -------------------- | ------------------------ |
| Dauphiné Libéré                  |                        |                      |                          |
| 1947                             | Édouard Klabinski      | Gino Sciardis        | Fermo Camellini          |
| 1948                             | Édouard Fachleitner    | Paul Giguet          | Jean Robic               |
| 1949                             | Lucien Lazaridès       | Jean Robic           | Fermo Camellini          |
| 1950                             | Nello Lauredi          | Apo Lazaridès        | Bim Diederich            |
| 1951                             | Nello Lauredi          | Antonin Rolland      | Lucien Lazaridès         |
| 1952                             | Jean Dotto             | Nello Lauredi        | Jean Le Guilly           |
| 1953                             | Lucien Teisseire       | Charly Gaul          | Jean Robic               |
| 1954                             | Nello Lauredi          | Jean-Pierre Schmitz  | Pierre Molinéris         |
| 1955                             | Louison Bobet          | Roger Walkowiak      | Marcel De Mulder         |
| 1956                             | Alex Close             | Antonin Rolland      | Fernand Picot            |
| 1957                             | Marcel Rohrbach        | René Privat          | Jean-Pierre Schmitz      |
| 1958                             | Louis Rostollan        | Francis Pipelin      | Jean-Pierre Schmitz      |
| 1959                             | Henri Anglade          | Raymond Mastrotto    | Roger Rivière            |
| 1960                             | Jean Dotto             | Raymond Mastrotto    | Gérard Thiélin           |
| 1961                             | Brian Robinson         | Raymond Mastrotto    | François Mahé            |
| 1962                             | Raymond Mastrotto      | Hans Jünkermann      | Raymond Poulidor         |
| 1963                             | Jacques Anquetil       | José Pérez-Francés   | Fernando Manzaneque      |
| 1964                             | Valentín Uriona        | Raymond Poulidor     | Esteban Martín Jiménez   |
| 1965                             | Jacques Anquetil       | Raymond Poulidor     | Karl-Heinz Kunde         |
| 1966                             | Raymond Poulidor       | Carlos Echeverría    | Francisco Gabica         |
| 1967-1968 edições não disputadas |                        |                      |                          |
| 1969                             | Raymond Poulidor       | Ferdinand Bracke     | Roger Pingeon            |
| 1970                             | Luis Ocaña             | Roger Pingeon        | Herman Van Springel      |
| 1971                             | Eddy Merckx            | Luis Ocaña           | Bernard Thévenet         |
| 1972                             | Luis Ocaña             | Bernard Thévenet     | Lucien Van Impe          |
| 1973                             | Luis Ocaña             | Bernard Thévenet     | Joop Zoetemelk           |
| 1974                             | Alain Santy            | Raymond Poulidor     | Jean-Pierre Danguillaume |
| 1975                             | Bernard Thévenet       | Francesco Moser      | Joop Zoetemelk           |
| 1976                             | Bernard Thévenet       | Vicente López Carril | Raymond Delisle          |
| 1977                             | Bernard Hinault        | Bernard Thévenet     | Lucien Van Impe          |
| 1978                             | Michel Pollentier      | Mariano Martínez     | Francisco Galdós         |
| 1979                             | Bernard Hinault        | Henk Lubberding      | Francisco Galdós         |
| 1980                             | Johan van der Velde    | Raymond Martin       | Joaquim Agostinho        |
| 1981                             | Bernard Hinault        | Joaquim Agostinho    | Greg LeMond              |
| 1982                             | Michel Laurent         | Jean-René Bernaudeau | Pascal Simon             |
| 1983                             | Greg LeMond            | Robert Millar        | Robert Alban             |
| 1984                             | Martín Ramírez         | Bernard Hinault      | Greg LeMond              |
| 1985                             | Phil Anderson          | Steven Rooks         | Pierre Bazzo             |
| 1986                             | Urs Zimmermann         | Ronan Pensec         | Joop Zoetemelk           |
| 1987                             | Charly Mottet          | Henry Cárdenas       | Ronan Pensec             |
| 1988                             | Lucho Herrera          | Niki Rüttimann       | Charly Mottet            |
| 1989                             | Charly Mottet          | Robert Millar        | Thierry Claveyrolat      |
| 1990                             | Robert Millar          | Thierry Claveyrolat  | Álvaro Mejía             |
| 1991                             | Lucho Herrera          | Laudelino Cubino     | Tony Rominger            |
| 1992                             | Charly Mottet          | Luc Leblanc          | Gianni Bugno             |
| 1993                             | Laurent Dufaux         | Oliverio Rincón      | Éric Boyer               |
| 1994                             | Laurent Dufaux         | Ronan Pensec         | Artūras Kasputis         |
| 1995                             | Miguel Indurain        | Chris Boardman       | Vicente Aparicio         |
| 1996                             | Miguel Indurain        | Tony Rominger        | Richard Virenque         |
| 1997                             | Udo Bölts              | Abraham Olano        | Jean-Cyril Robin         |
| 1998                             | Armand de Las Cuevas   | Miguel Ángel Peña    | Andrey Teteryuk          |
| 1999                             | Alekszandr Vinokurov   | Jonathan Vaughters   | Wladimir Belli           |
| 2000                             | Tyler Hamilton         | Haimar Zubeldia      | Lance Armstrong          |
| 2001                             | Christophe Moreau      | Pavel Tonkov         | Benoît Salmon            |
| Critério do Dauphiné Libéré      |                        |                      |                          |
| 2002                             | Lance Armstrong        | Floyd Landis         | Christophe Moreau        |
| 2003                             | Lance Armstrong        | Iban Mayo            | David Millar             |
| 2004                             | Iban Mayo              | Tyler Hamilton       | Óscar Sevilla            |
| 2005                             | Iñigo Landaluze        | Santiago Botero      | Levi Leipheimer          |
| 2006                             | Levi Leipheimer        | Christophe Moreau    | Bernhard Kohl            |
| 2007                             | Christophe Moreau      | Cadel Evans          | Andrey Kashechkin        |
| 2008                             | Alejandro Valverde     | Cadel Evans          | Levi Leipheimer          |
| 2009                             | Alejandro Valverde     | Cadel Evans          | Alberto Contador         |
| Critério do Dauphiné             |                        |                      |                          |
| 2010                             | Janez Brajkovič        | Alberto Contador     | Tejay van Garderen       |
| 2011                             | Bradley Wiggins        | Cadel Evans          | Alekszandr Vinokurov     |
| 2012                             | Bradley Wiggins        | Michael Rogers       | Cadel Evans              |
| 2013                             | Chris Froome           | Richie Porte         | Daniel Moreno            |
| 2014                             | Andrew Talansky        | Alberto Contador     | Jurgen Van Den Broeck    |
| 2015                             | Chris Froome           | Tejay van Garderen   | Rui Costa                |
| 2016                             | Chris Froome           | Romain Bardet        | Daniel Martin            |
| 2017                             | Jakob Fuglsang         | Richie Porte         | Daniel Martin            |
| 2018                             | Geraint Thomas         | Adam Yates           | Romain Bardet            |
| 2019                             | Jakob Fuglsang         | Tejay van Garderen   | Emanuel Buchmann         |
| 2020                             | Daniel Felipe Martínez | Thibaut Pinot        | Guillaume Martin         |
| 2021                             | Richie Porte           | Alexey Lutsenko      | Geraint Thomas           |
| 2022                             | Primož Roglič          | Jonas Vingegaard     | Ben O'Connor             |
| 2023                             | Jonas Vingegaard       | Adam Yates           | Ben O'Connor             |
| 2024                             | Primož Roglič          | Matteo Jorgenson     | Derek Gee                |
| 2025                             |                        |                      |                          |

Nota:
- A Lance Armstrong foi-lhe retirado o título das edições 2002 e 2003, bem como a 3ª posição obtida no ano 2000 devido ao caso US Postal-Armstrong
- Assim mesmo, a Levi Leipheimer lhe foi retirado o título da edição 2006, bem como a 3ª posição obtida no ano 2005 pelo mesmo caso

## Palmarés por países
Atualizado após edição de 2023
| País           | Vitórias | Último vencedor                |
| -------------- | -------- | ------------------------------ |
| França         | 30       | Christophe Moreau em 2007      |
| Espanha        | 10       | Alejandro Valverde em 2009     |
| Reino Unido    | 8        | Geraint Thomas em 2018         |
| Colômbia       | 4        | Daniel Felipe Martínez em 2020 |
| Bélgica        | 3        | Michel Pollentier em 1978      |
| Suíça          | 3        | Laurent Dufaux em 1994         |
| Estados Unidos | 3        | Andrew Talansky em 2014        |
| Dinamarca      | 3        | Jonas Vingegaard em 2023       |
| Austrália      | 2        | Richie Porte em 2021           |
| Eslovênia      | 2        | Primož Roglič em 2022          |
| Alemanha       | 1        | Udo Bölts em 1997              |
| Cazaquistão    | 1        | Aleksandr Vinokúrov em 1999    |
| Países Baixos  | 1        | Johan van der Velde em 1980    |
| Polónia        | 1        | Édouard Klabinski em 1947      |

## Estatísticas

### Mais vitórias gerais
| Ciclista           | Vitórias | Anos             |
| ------------------ | -------- | ---------------- |
| Nello Lauredi      | 3        | 1950, 1951, 1954 |
| Luis Ocaña         | 3        | 1970, 1972, 1973 |
| Bernard Hinault    | 3        | 1977, 1979, 1981 |
| Charly Mottet      | 3        | 1987, 1989, 1992 |
| Chris Froome       | 3        | 2013, 2015, 2016 |
| Jean Dotto         | 2        | 1952, 1960       |
| Jacques Anquetil   | 2        | 1963, 1965       |
| Raymond Poulidor   | 2        | 1966, 1969       |
| Bernard Thévenet   | 2        | 1975, 1976       |
| Lucho Herrera      | 2        | 1988, 1991       |
| Laurent Dufaux     | 2        | 1993, 1994       |
| Miguel Induráin    | 2        | 1995, 1996       |
| Christophe Moreau  | 2        | 2001, 2007       |
| Alejandro Valverde | 2        | 2008, 2009       |
| Bradley Wiggins    | 2        | 2011, 2012       |
| Jakob Fuglsang     | 2        | 2017, 2019       |

### Vitórias consecutivas
- Duas vitórias seguidas:
  -  Nello Lauredi (1950, 1951)
  -  Luis Ocaña (1972, 1973)
  -  Bernard Thévenet (1975, 1976)
  -  Laurent Dufaux (1993, 1994)
  -  Miguel Indurain (1995, 1996)
  -  Alejandro Valverde (2008, 2009)
  -  Bradley Wiggins (2011, 2012)
  -  Chris Froome (2015, 2016)

### Mais vitórias na classificação da montanha
- 5.  Thierry Claveyrolat em 1986, 1990, 1991, 1992 e 1993.
- 3.  Luis Ocaña em 1971, 1972 e 1973.
- 3.  Lucien Van Impe em 1975, 1976 e 1977.
- 3.  Bernard Hinault em 1979, 1981 e 1984.

### Mais vitórias na classificação por pontos
- 3.  Thierry Claveyrolat em 1987, 1989 e 1990.

Em negrito corredores ativos.